# Uradi sam
Uradi sam (eng. DIY: Do It Yourself) jest samostalna izrada, modifikacija ili popravak predmeta bez pomoći profesionalaca ili stručnjaka. Akademska istraživanja opisuju uradi sam kao ono u čemu pojedinci rabe sirove i polusirove materijale i dijelove kako bi proizveli, transformirali ili rekonstruirali materijalna dobra, uključujući materijale iz prirodnog okruženja (za, primjerice, uređenje okoliša). Uradi sam može biti tržišno motivirano (ekonomska korist, nedostupnost proizvoda, nedovoljna kvaliteta proizvoda, potreba za modifikacijom) ili motivirano izmjenom identiteta (umjetnička izrada, osnaživanje, traženje pripadajuće zajednice, jedinstvenost).
Izraz uradi sam povezuje se s potrošačkim društvom barem od 1912. godine, prvenstveno u domeni uređenja i održavanja doma. Izraz uradi sam ušao je u uobičajenu upotrebu u engleskome jeziku do 1950-ih godina, referirajući se na pojavu trenda ljudi koji se bave uređenjem doma i drugim manjim obrtničkim i građevinskim projektima kao kreativno-rekreacijskim aktivnostima kojima se često štedi novac.
Nakon toga izrazu uradi sam prošireno je značenje, koje danas pokriva širok raspon vještina. Uradi sam opisuje se kao kultura vlastite izrade za koju su karakteristične aktivnosti dizajn, izrada, preinaka i popravak predmeta ili stvari koje se provode bez posebnog obrazovanja. Uradi sam prerastao je u društveni koncept unutar kojeg ljudi jedni s drugima dijele ideje, dizajne, tehnike, metode i gotove projekte.
Može se promatrati kao kulturna reakcija na sve veću akademsku i ekonomsku specijalizaciju u modernom tehnološkom društvu koja ljude dovodi u kontakt samo s uskim područjem unutar šireg konteksta pozicionirajući Uradi sam kao prostor za cjelovitiji angažman.
Etika uradi sam jest etika samodostatnosti koja se provodi izvršavanjem zadataka bez pomoći plaćenih stručnjaka . Ta etika promiče ideju da je svatko sposoban obavljati različite zadatke umjesto oslanjanja na plaćene profesionalce i majstore.

## Povijest
Talijanski arheolozi su u južnoj Italiji iskopali ruševine grčke građevine iz 6. stoljeća prije Krista koje su sadržavale detaljne upute za sastavljanje i kolokvijalno su nazvane drevnom IKEA-inom zgradom. Ova je građevina nalik hramu otkrivena u Torre Satriano, u blizini grada Potenza, u Basilicati. Ta je regija bila  mjesto gdje se lokalno stanovništvo miješalo s Grcima naseljenim duž južne obale poznate kao Magna Graecia od 8. stoljeća prije Krista nadalje. Profesor Christopher Smith, direktor Britanske škole u Rimu, rekao je da je ovo otkriće najjasniji dosad pronađeni primjer masonskih obilježja tog vremena. Čini se kao da je netko davao upute drugima kako da masovno proizvode komponente i naknadno ih sastave. Slično suvremenim uputama za uporabu, različiti dijelovi luksuzne zgrade ispisani su kodiranim simbolima koji pokazuju kako su dijelovi međusobno spojeni. Karakteristike ovih natpisa ukazuju da potječu iz otprilike 6. stoljeća prije Krista, što se poklapa s arhitektonskim dokazima koje motivi sugeriraju. Zgradu su izgradili grčki zanatlije iz spartanske kolonije Taranto u Apuliji.
U Sjevernoj Americi je u prvoj polovici dvadesetog stoljeća izdavanje uradi sam časopisa postalo popularnim. Časopisi poput Popular Mechanics (osnovan 1902.) i Mechanix Illustrated (osnovan 1928.) ponudili su čitateljima mogućnost da ostanu u toku s korisnim praktičnim vještinama, tehnikama, alatima i materijalima. Kako su mnogi čitatelji živjeli u ruralnim ili polu-ruralnim krajevima, u početku se velik dio materijala odnosio na njihove potrebe na farmama ili u malim mjestima.
Do 1950-ih godina, uradi sam postao je uobičajenom praksom porastom ljudi koji su se bavili projektima uređenja doma, građevinskim projektima i manjim obrtničkim projektima. Uradi sam prakse također su porasle kao odgovor na geopolitičke napetosti poput hladnoratovskih nuklearnih skloništa kućne izrade, mračne estetike i nihilističkog diskursa punk fanzina 1970-ih godina u sjeni rastućih nezaposlenosti i društvenih napetosti. U 1960-im i 1970-ima počele su se pojavljivati knjige i TV emisije o uradi sam pokretu i tehnikama gradnje i uređenja doma. 1990-ih godina, s usponom interneta, na uradi sam pokret proširio se utjecaj digitalnog doba. Obzirom da su računala i internet postali mainstream, povećana dostupnost interneta dovela je do porasta kućanstava koja koriste uradi sam metode. Platforme poput YouTubea ili Instagrama pružaju ljudima priliku da podijele svoje kreacije i upute druge kako replicirati uradi sam tehnike u vlastitim domovima.
Uradi sam pokret za stanovnike gradova i predgrađa često predstavlja ponovno uvođenje starih praksi osobnog angažmana i korištenja vještina za održavanje kuće ili stana, izradu odjeće; održavanje automobila, računala, web stranica; ili bilo koji materijalni aspekt življenja. Filozof Alan Watts (iz panel diskusije Housboat Summit u izdanju San Francisco Oraclea iz 1967.) opisuje:
 Naš nam obrazovni sustav u svojoj cjelosti ne daje nikakve materijalne kompetencije. Drugim riječima, ne učimo kuhati, izrađivati odjeću, graditi kuće, voditi ljubav, niti činiti ijednu od fundamentalnih stvari u životu, Čitavo obrazovanje koje pružamo djeci u školama je potpuno apstraktno. Uči nas se kako da postanemo prodavač osiguranja ili birokrat, ili neki intelektualac.
U 1970-ima, uradi sam se proširio na sjevernoameričku studentsku populaciju. Pokret je uključivao obnovu jeftinijih, dotrajalih starijih kuća, a odnosio se i na razne projekte koji su izražavali društvenu i ekološku viziju 1960-ih i ranih 1970-ih. Mladi vizionar Stewart Brand, u suradnji s prijateljima i obitelji, koristeći najosnovnije alate za slaganje i raspored stranica, objavio je prvo izdanje The Whole Earth Catalog (s podnaslovom Pristup alatima) krajem 1968. godine.
Prvi Katalog i njegovi nasljedna izdanja koristili su široku definiciju pojma alati. Postojali su informativni alati poput knjiga (često tehničke prirode), stručnih časopisa, tečajeva i predavanja. Postojali su specijalizirani, dizajnirani predmeti, kao što su stolarski i zidarski alati, vrtni alati, oprema za zavarivanje, motorne pile, materijali od stakloplastike itd. – čak i rana osobna računala. Dizajner J. Baldwin bio je urednik časopisa i napisao mnoge kritike. Objavljivanje Kataloga proizašlo je iz te je doprinijelo velikom valu eksperimentalizma, kršenja konvencija i uradi sam stava kasnih 1960-ih. Često kopiran, Katalog se svidio širokom krugu ljudi u Sjevernoj Americi i imao je širok utjecaj.
Sredinom 1990-ih, uradi sam sadržaj za uređenje doma proširio se na World Wide Webu.

## Moda
Uradi sam tehnike često se upotrebljavaju unutar modnoj zajednici, a ideje i tehnike vezane uz odjeću, nakit, šminku i frizure dijele se na društvenim mrežama poput YouTubea. Tehnike uključuju izradu poderanih traperica, izbjeljivanje traperica, redizajn starih majica i dodavanje zakovica na odjeću.
Koncept uradi sam uvriježio se i unutar umjetničke i dizajnerske zajednice. Izrazi poput Hacktivist, Craftivist ili maker koriste se za kreativce koji djeluju unutar uradi sam okvira (Busch).. Otto von Busch sugerira kako se, s obzirom na to da modni haktivizam omogućuje potrošačima da igraju aktivniju ulogu u interakciji s odjećom koju nose, uključivanjem u participativne oblike mode potrošači mogu odmaknuti od ideje masovno homogenizirane 'Mc-Mode.

## Supkultura
Uradi sam kao supkulturu proširio je punk pokret 1970-ih. Umjesto tradicionalnih načina dopiranja bendova do publike putem velikih izdavačkih kuća, bendovi su počeli sami snimati i izrađivati albume i službene majice, organizirati vlastite turneje i stvarati prilike za manje bendove da zadobiju širu podršku i steknu kultni status kroz jeftine uradi sam turneje. Rastući fanzin pokret pokrivao je i promovirao underground punk scenu i značajno promijenio način na koji su obožavatelji komunicirali s glazbenicima. Fanzini su brzo prerasli iz ručno rađenih glazbenih časopisa u osobnije oblike te postali mjestom ulaska mladih u kulturu uradi sam. To je dovelo do fanzina s tutorijalima koji poučavaju kako izraditi vlastite majice, plakate, fanzine, knjige, hranu, itd.
Izrazi uradi sam i DIY također se rabe za:
- samoizdane knjige, fanzine i alternativne stripove
- bendove ili solo izvođače koji objavljuju svoju glazbu na samofinanciranim glazbenim etiketama
- trgovinu mixtape kompilacijama kao dio kulture kazeta
- predmete iz kućne radinosti temeljene na principima Recikliraj, ponovno iskoristi i reduciraj (Recycle, Reuse & Reduce),,uobičajenim za mnoge ekološke pokrete koji potiču ljude da ponovno koriste stare, rabljene predmete i recikliraju jednostavne materijale poput papira.
- zanate poput pletenja, heklanja, šivanja, ručne izrade nakita, keramike
- dizajniranje posjetnica, pozivnica, i sl.
- stvaranje punk ili indie odjeće korištenjem recikliranih ili odbačenih materijala, obično dekoriranih sitotiskom[14]
- neovisni razvoj i modifikaciju igara
- suvremeni roller derbi
- parkove za skateboarding koje su izgradili skateboarderi bez plaćene stručne pomoći
- izgradnju glazbenih elektroničkih sklopova kao što je Atari Punk konzola i circuit bending starih dječjih igračaka
- modificiranje uobičajenih proizvoda kako bi se omogućila proširena ili neočekivana upotreba
- elektroniku kao hobi ili proizvodnju radioamaterske opreme
- znanost uradi sam: upotreba hardvera otvorenog koda za izradu znanstvene opreme za provođenje građanske znanosti ili jeftine tradicionalne znanosti[15]
  - korištenje jeftinih jednopločnih računala kao što su Arduino i Raspberry Pi.

### Glazba
Većina suvremene uradi sam glazbe potječe iz punk rock supkulture kasnih 1970-ih i razvila se kao način da se zaobiđe korporativna glazbena industrija. Kontrolirajući cijeli proizvodni i distribucijski lanac, uradi sam bendovi pokušavaju približiti odnos između umjetnika i obožavatelja. Uradi sam etika daje potpunu kontrolu nad konačnim proizvodom bez potrebe za kompromisom s velikim izdavačkim kućama.
Prema punk estetici svatko se može izraziti i proizvesti dirljiva i ozbiljna djela uz pomoć ograničenih sredstava. Najraniji primjer ovakvog stava bila je punk glazbena scena 1970-ih.
Riot grrrl pokret, povezan s feminizmom trećeg vala, također je usvojio temeljne vrijednosti uradi sam punk etike upotrebljavajući kreativne načine komunikacije fanzinima i drugim projektima.
Pristaše DIY punk etike također djeluju kolektivno. Primjerice, CD Presents punk organizatora Davida Fergusona bio je ujedno uradi sam koncertna produkcija, studio za snimanje i mreža izdavačkih kuća.

### Film
Oblik neovisnoga filmskog stvaralaštva koji karakteriziraju niski budžeti, minimalne ekipe i jednostavni rekviziti – korištenje svega što je dostupno.